# Keith Olbermann

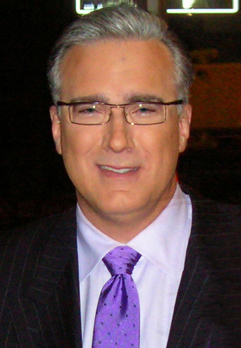
Keith Olbermann (2009)

Keith Theodore Olbermann (* 27. Januar 1959 in New York City) ist ein US-amerikanischer Moderator von Nachrichten- und Sportsendungen in Fernsehen und Radio sowie politischer Kommentator.
Keith Olbermann, dessen Vorfahren aus Deutschland stammen und der zunächst als Sportkommentator Bekanntheit erlangt hatte, präsentierte von Juni 2011 bis März 2012 die Sendung Countdown with Keith Olbermann auf Current TV, eine einstündige Nachrichtensendung, in der von ihm die wichtigsten Ereignisse des Tages präsentiert und kommentiert wurden. Diese Sendung war zuvor seit 2003 bei MSNBC gelaufen. Daneben bestritt er The Dan Patrick Show auf ESPN Radio. Olbermann gilt als scharfer und oft aggressiver Kritiker von Bill O’Reilly, dessen Sendung parallel zu Countdown bei FOX News lief, und anderen Rechtspopulisten (v. a. Ann Coulter, Rush Limbaugh, Glenn Beck) sowie von George W. Bush, insbesondere seiner Politik der Einschränkung von Freiheitsrechten im sogenannten Anti-Terror-Kampf.
Im November 2010 wurde Olbermann von Phil Griffin, dem Chef von NBC News, vorübergehend suspendiert, da er entgegen den senderinternen Richtlinien ohne vorherige Absprache mit der Senderleitung private Wahlkampfspenden an demokratische Kongresskandidaten getätigt hatte. Nach Protesten wurde die Suspendierung wenige Tage später wieder aufgehoben.
Zudem moderierte er auch Sondersendungen auf MSNBC zu aktuellen Ereignissen wie Wahlen, Vorwahlen oder die State of the Union Address.
Seit in der Saison 2007/08 die NFL mit dem Sunday Night NFL game zu NBC zurückgekehrt war, war Olbermann auch wieder als Sportmoderator tätig. Er war Co-Moderator von Football Night in America, eine Sendung, die auf das folgende Sunday Night NFL game einstimmen sollte.
Am 21. Januar 2011 verkündete Olbermann, seine Sendung auf NBC nicht weiterzuführen. NBC bestätigte die Auflösung seines Vertrages.
Anschließend wurde Olbermann Chef der Nachrichtenabteilung bei Current TV, einem von Al Gore und Joel Hyatt gegründeten unabhängigen Sender. Dort moderierte er wieder Countdown with Keith Olbermann bis zum 30. März 2012. Current TV und Olbermann trennten sich im Streit, der Moderator kündigte rechtliche Schritte an. Von 2013 bis 2015 moderierte er die Sportsendung Olbermann auf ESPN2. Laut dem Magazin Variety lobte die Senderführung die Qualität der Sendung, man hatte jedoch auf höhere Zuschauerzahlen gehofft. Vom Hollywood Reporter wurde hingegen vermutet, dass die kritischen Kommentare von Olbermann zur Führung der National Football League eine Rolle beim Beenden der Sendung gespielt haben.
Seit 2016 arbeitet Keith Olbermann für GQ – Gentlemen’s Quarterly und tritt dort vor allem als scharfer Kritiker von Donald Trump auf, so in den YouTube-Serien The Closer und The Resistance.